# Orpah
Orpah  è un nome proprio di persona inglese femminile.

## Varianti
- Femminili: Orpha[1]

### Varianti in altre lingue
- Ebraico:  עָרְפָּה, ('Orpah)[1]
- Italiano: Orpa

## Origine e diffusione
Deriva dal termine ebraico עָרְפָּה, ('Orpah), che indica la parte posteriore del collo, e in senso lato fa riferimento all'atto di tornare indietro. È usato nella Bibbia per il personaggio di Orpa, che avviatasi verso Betlemme dopo la morte del marito, decide poi di ritornare al suo paese di nascita, Moab.
Curioso è il caso della nota presentatrice Oprah Winfrey, il cui nome deriva da un errore di pronuncia di Orpah che divenne poi permanente. Non va confuso invece con il nome Ophrah, che ha origine differente.

## Onomastico
Il nome è adespota, cioè non è portato da alcuna santa. L'onomastico ricade pertanto il 1º novembre, giorno di Ognissanti.